# Fikret Amirov
Fikret Amirov (àzeri: Fikrət Məşədi Cəmil oğlu Əmirov)  (Gandja, 22 de novembre de 1922 - Bakú, 20 de febrer de 1984) Fikret Mashadi Jamil oglu Amirov, fou un compositor, músic i director del Teatre Estatal d'Òpera i Ballet de l'Azerbaidjan (Azerbaidjan). 1956–1959) ), director artístic de la Filharmònica Estatal d'Azerbaidjan (1947), secretari de la Unió de Compositors de l'Azerbaidjan (des de 1959), diputat de la convocatòria IV-IX del Soviet Suprem de la RSS d'Azerbaidjan, membre corresponent de l'Acadèmia de Ciències de la RSS d'Azerbaidjan (des de 1980).
Per les seves activitats, va rebre els títols honorífics d'Heroi del Treball Socialista (1982), Artista del Poble de l'URSS (1965), Artista del Poble de la RSS de l'Azerbaidjan (1958), Treballador d'Art Honorat de la RSS de l'Azerbaidjan (1955), Estat Premi de l'URSS (1980), Premi Estatal de la RSS d'Azerbaidjan (1974), va ser el guardonat del Premi Stalin de II classe (1949), el Premi Komsomol de la RSS d'Azerbaidjan (1967), guardonat dues vegades amb l'Ordre. de "Lenin" (1959, 1982), dues vegades l'Ordre de la "Banda Roja del Treball" (1967, 1971).
Va estudiar a l'Acadèmia de Música de Bakú a la classe del compositor Üzeyir Hacıbəyov i Boris Zeidman. Una de les obres més reeixides de Fikret Amirov, que va començar la seva carrera en el camp de la música escènica amb les comèdies musicals "Urekachanlar" i "Gözun kydin" és la simfonia "Nizami" escrita per a orquestra de corda. Aquesta simfonia es va interpretar sota el lideratge dels directors més famosos del món.
El 1948, va escriure els mughams simfònics "Shur" i "Kurd-Ovshari". Aquests mughams simfònics es van interpretar a les sales de concerts de Bulgària, Bèlgica, França i els Estats Units.
Fikret Amirov, que va compondre la suite simfònica de quatre parts "Azerbaidjan" l'any 1950, la va seguir escrivint l'òpera Sevilla, que va entrar a la història de la música nacional com la primera òpera lírica nacional sobre un tema modern. La visualització pública de l'òpera es va celebrar el 8 d'octubre de 1953 al Teatre Acadèmic Estatal d'Òpera i Ballet de l'Azerbaidjan.
El gènere vocal també ocupa un lloc especial en l'ampli ventall de creativitat del compositor. És autor de tres romanços i més de vint-i-cinc cançons de diversos gèneres.
A la dècada de 1970, va escriure el poema coreogràfic vocal "Nasimi", la peça "Gravats azerbaidjans" per a orquestra simfònica, el mugham simfònic "Gulustan-Bayati-Shiraz" i el ballet del mateix nom basat en el conte de fades "Les mil i una nits".
El gener de 1984 va completar el ballet "Nizami". Fikret Amirov va morir el 20 de febrer de 1984 a Bakú. Va ser enterrat al carreró d'Honor.